# Quintiniaceae
Quintiniaceae é uma família de plantas dicotiledóneas que inclui cerca de 25 espécies no género Quintinia.
São árvores ou arbustos, com folhas cobertas de escamas, inflorescências terminais, nativa de regiões tropicais, nomeadamente nas Filipinas, na Nova Guiné, na Nova Zelândia, na Nova Caledónia e na Austrália.
O sistema APG II (2003) coloca estas plantas na família Sphenostemonaceae.
No sistema APG III (2009) esta família é inválida; o género é incorporado na família Paracryphiaceae (o sistema APGIII não reconhece mais a família Sphenostemonaceae).
O sistema Angiosperm Phylogeny Website indica Quintiniaceae Doweld como sinónimo de Quintinia A. de Candolle, colocando este último género na família Paracryphiaceae, ordem Paracryphiales.